# Scillé
Scillé település Franciaországban, Deux-Sèvres megyében. Lakosainak száma 359 fő (2022. január 1.). Scillé L’Absie, Le Busseau, Saint-Paul-en-Gâtine, Vernoux-en-Gâtine és Beugnon-Thireuil községekkel határos.

## Népesség
A település népessége az elmúlt években az alábbi módon változott:
| Lakosok száma | 384  | 371  | 355  | 352  | 350  | 347  | 353  | 359  |
|               | 2013 | 2015 | 2017 | 2018 | 2019 | 2020 | 2021 | 2022 |